# Polder
Polder je niska zemlja koja je "oteta" od vode i zaštićena branama i nasipima. Polder se pravi tako što se oko nekog močvarnog zemljišta izgrade nasipi, zatim se pored nasipa iskopaju kanali i ispumpava voda. Na taj način se isušuje zemljište. Zbog toga se zemljište slegne i njegov nivo je uvek malo niži od nivoa vode oko njega. Polderi su karakteristični za Holandiju i Belgiju.
Tri vrste poldera su:
- Zemljište preuzeto iz vodenog tela, kao što je jezero ili morsko dno
- Poplavne ravnice odvojene od mora ili reke nasipom
- Močvare odvojene od okolnih voda nasipom i naknadno isušene; oni su takođe poznati kao kugovi, posebno u Nemačkoj

Nivo tla u isušenim močvarama vremenom se spušta. Svi polderi će na kraju biti ispod nivoa okolne vode neko ili sve vreme. Voda ulazi u nizijski polder infiltracijom i pritiskom vode podzemnih voda, ili padavinama, ili transportom vode rekama i kanalima. To obično znači da polder ima višak vode, koja se ispumpava ili odvodi otvaranjem ustava za vreme oseke. Neophodno je da se pazi da unutrašnji nivo vode ne postavite prenizak. Poldersko zemljište sastavljeno od treseta (bivša močvara) će potonuti u odnosu na prethodni nivo, zbog razlaganja treseta kada je izložen kiseoniku iz vazduha.
Polderi su u svakom trenutku izloženi riziku od poplava i mora se voditi računa o zaštiti okolnih nasipa. Nasipi se obično grade od lokalno dostupnih materijala, a svaki materijal ima svoje rizike: pesak je sklon urušavanju zbog zasićenja vodom; suvi treset je lakši od vode i potencijalno ne može da zadrži vodu u veoma sušnim sezonama. Neke životinje kopaju tunele u barijeri, omogućavajući vodi da se infiltrira u strukturu; Bizamski pacov je poznat po ovoj aktivnosti i zbog nje se lovi u pojedinim evropskim zemljama. Polderi se najčešće, mada ne isključivo, nalaze u deltama reka, nekadašnjim močvarnim područjima i priobalnim područjima.
Poplavljivanje poldera je takođe korišćeno kao vojna taktika u prošlosti. Jedan primer je poplava poldera duž reke Izer tokom Prvog svetskog rata. Otvaranje ustava u vreme plime i zatvaranje za vreme oseke pretvorilo je poldere u nepristupačnu močvaru, što je omogućilo savezničkim armijama da zaustave nemačku vojsku.
Holandija ima veliku površinu poldera: čak 20% kopnene površine je u nekom trenutku u prošlosti preuzeto od mora, što je doprinelo razvoju zemlje. IJselmer je najpoznatiji polderski projekat Holandije. Neke druge zemlje koje imaju poldere su Bangladeš, Belgija, Kanada i Kina. Neki primeri holandskih polderskih projekata su Bimster, Šermer, Flevopolder i Nurdustpolder.

## Etimologija
Holandska reč polder potiče sukcesivno od srednjeholandskog polre, od staroholandskog polra, i ultimano od pol-, komada zemlje uzdignutog iznad okoline, sa augmentativnim sufiksom -er i epentetičkim -d-. Reč je usvojena na trideset šest jezika.

## U Holandiji
Holandija se često povezuje sa polderima, jer su njeni inženjeri postali poznati po razvoju tehnika za isušivanje močvara i njihovo korišćenje za poljoprivredu i drugi razvoj. To ilustruje izreka „Bog je stvorio svet, a Holanđani su stvorili Holandiju“.
Holanđani imaju dugu istoriju obnavljanja močvara i plavnih područja, što je rezultiralo sa oko 3.000 poldera širom zemlje. Do 1961. godine, oko polovina zemlje, 18.000 km² (6.800 kvadratnih milja), je preuzeto iz mora. Otprilike polovina ukupne površine poldera u severozapadnoj Evropi je u Holandiji. Prvi nasipi u Evropi izgrađeni su u rimsko doba. Prvi polderi su izgrađeni u 11. veku. Najstariji postojeći polder je Ahtermer polder, iz 1533. godine.
Kao rezultat poplavnih katastrofa, postavljene su table za vodu nazvane waterschap (kada se nalaze više u unutrašnjosti) ili hoogheemraadschap (blizu mora, koje se uglavnom koriste u holandskom regionu) kako bi se održao integritet odbrane vode oko poldera, održavali vodeni putevi unutar poldera i kontrolisali različiti nivoe vode unutar i izvan poldera. Odbori za vode održavaju zasebne izbore, naplaćuju poreze i funkcionišu nezavisno od drugih državnih organa. Njihova funkcija je i danas u osnovi nepromenjena. Kao takvi, oni su najstarije demokratske institucije u zemlji. Neophodna saradnja među svim redovima da bi se održao integritet poldera dala je ime holandskoj verziji politike trećeg puta — Polderskom modelu.
Poplava 1953. godine podstakla je novi pristup projektovanju nasipa i drugih struktura za zadržavanje vode, zasnovan na prihvatljivoj verovatnoći izlivanja. Rizik se definiše kao proizvod verovatnoće i posledica. Potencijalna šteta u životima, imovini i troškovima obnove upoređuju se sa potencijalnim troškovima odbrane od vode. Iz ovih proračuna sledi prihvatljivi rizik od poplava sa mora u jednoj u 4.000–10.000 godina, dok je za rečne poplave jedan u 100–2.500 godina. Konkretno utvrđena politika vodi holandsku vladu da poboljša odbranu od poplava kako novi podaci o nivoima pretnje postanu dostupni.
Glavni holandski polderi i godine kada su položeni su Bemster (1609–1612), Šermer (1633–1635) i Harlemermerpolder (1852). Polderi nastali kao deo radova Zuiderze uključuju Vieringermerpolder (1930), Nordostpolder (1942) i Flevopolder (1956–1968).

## Primeri poldera

### Bangladeš
Bangladeš ima 139 poldera, od kojih je 49 okrenuto ka moru, dok su ostali duž brojnih pritoka delte reke Gang-Brahmaputra-Megna. Oni su izgrađeni 1960-ih da bi zaštitili obalu od plimskih poplava i smanjili prodor slanosti. Oni smanjuju dugotrajne poplave i nakupljanje vode nakon olujnih udara iz tropskih ciklona. Oni se održavaju i radi potreba poljoprivrede.

### Kina
- Grad Kunšan ima preko 100 poldera.[8]

#### Istorija
Region Đangnan, u delti reke Jangce, ima dugu istoriju izgradnje poldera. Većina ovih projekata izvedena je između 10. i 13. veka. Kineska vlada je takođe pomogla lokalnim zajednicama u izgradnji nasipa za odvodnjavanje močvarnih voda. Liđa (里甲) sistem samonadgledanja od 110 domaćinstava pod vođstvom lidžanga (里长) korišćen je za potrebe administracije usluga i prikupljanja poreza u polderu, sa ljangdžangom (粮长, poglavarom žita) odgovornim za održavanje vodenog sistem i tangdžangom (塘长, šefom nasipa) za održavanje poldera.

### Indija
- Regija Kutanad, Kerala[12][13]

### Irska
- Lok Svili, Co. Donegal. Blizu ostrva Inč i Njutaunkaningam.[14]

## Literatura
- Farjon, J.M.J., J. Dirkx, A. Koomen, J. Vervloet & W. Lammers. 2001. Neder-landschap Internationaal: bouwstenen voor een selectie van gebieden landschapsbehoud. Alterra, Wageningen. „Rapport 358” (PDF). Архивирано из оригинала (PDF) 28. 10. 2012. г. Приступљено 08. 02. 2013..
- Morten Stenak. 2005. De inddæmmede Landskaber - En historisk geografi. Landbohistorik Selskab.
- Ven, G.P. van de (red.) 1993. Leefbaar laagland: geschiedenis van waterbeheersing en landaanwinning in Nederland. Matrijs, Utrecht.
- Wagret, P. 1972. Polderlands. London : Methuen.
- Derex, Jean-Michel, Franco Cazzola (eds.) 2004. Eau et développement dans l'Europe moderne (2nd изд.). 2013.. Paris, Maison des Sciences De L'Homme
- Farjon, J.M.J., J. Dirkx, A. Koomen, J. Vervloet & W. Lammers (2001). Neder-landschap Internationaal: bouwstenen voor een selectie van gebieden landschapsbehoud.. Alterra, Wageningen. „Rapport 358” (PDF). Архивирано из оригинала (PDF) 28. 10. 2012. г. Приступљено 08. 02. 2013..
- Stenak, Morten (2005). De inddæmmede Landskaber – En historisk geografi.. Landbohistorik Selskab.
- Polders of the World. Keynotes International Symposium. 1982. Lelystad, The Netherlands
- Harry Kunz, Albert Panten (1997). Die Köge Nordfrieslands. ISBN 3-88007-251-5.. Mit Karte. Nordfriisk Instituut, Bräist/Bredstedt,  (Nordfriisk Instituut 144).
- „Holland's first 130 km/h road is the Afsluitdijk”. DutchNews.nl. 1. 3. 2011. Приступљено 20. 2. 2012. „The speed limit on the Afsluitdijk, the stretch of the A7 on the dyke between Wognum in North Holland and Zürich in Friesland, has been increased to 130 km/h from Tuesday.”
- Hakkenes, Emiel (2017). Polderkoorts. Hoe de Zuiderzee verdween [Polder Fever. How the Zuyderzee disappeared]. Amsterdam: Uitgeverij Thomas Rap.
- Banning, Cees (2018). Cornelis Lely. Ingenieur van het nieuwe Nederland [In Dutch: Cornelis Lely - Engineer of the new Netherlands]. Beilen, NL: Uitgeverij Pharos.
- Ley, Willy (октобар 1961). „The Home-Made Land”. For Your Information. Galaxy Science Fiction. стр. 92—106.
- Atsma, Joop (3. 7. 2012). „Toezegging naviduct Afsluitdijk” (PDF) (на језику: холандски). Ministerie van Infrastructuur en Milieu. Приступљено 2. 8. 2013.
- „Icoon Afsluitdijk | De Afsluitdijk” (на језику: Dutch). 2017-09-29. Архивирано из оригинала 29. 09. 2017. г. Приступљено 2021-07-11.
- Waterstaat, Ministerie van Infrastructuur en (2016-09-05). „Icoon Afsluitdijk designs unveiled - News item - Government.nl”. government.nl (на језику: енглески). Приступљено 2021-07-27.
- Tockner, Klement; Stanford, Jack A. (2002). „Riverine flood plains: present state and future trends”. Environmental Conservation (на језику: енглески). 29 (3): 308—330. Bibcode:2002EnvCo..29..308T. ISSN 1469-4387. S2CID 18937837. doi:10.1017/S037689290200022X.
- „Asher Rare Books”. www.asherbooks.com (на језику: енглески). Архивирано из оригинала (PDF) 2020-08-20. г. Приступљено 2018-06-28.
- Flood control in the Netherlands : a strategy for dike reinforcement and climate adaptation. Zeeberg, Jaap Jan. Leiden: Hoogheemraadschap van Rijnland. 2009. ISBN 9789072381101. OCLC 637139008.
- The institutional arrangements for water management in the 19th and 20th centuries / L'organisation institutionnelle de la gestion de l'eau aux XIXe et XXe siècles / sous la direction de Jos C.N. Raadschelders. Raadschelders, J. C. N. Amsterdam: IOS Press. 2005. ISBN 1586034820. OCLC 57541059.

## Spoljašnje veze
- Polder landscapes in the Netherlands — in a northwest European and a landmark context.
- „How to make a polder — online film”. Архивирано из оригинала 17. 04. 2021. г. Приступљено 07. 02. 2013.
- de Boer, Amarins (1. 4. 2019). „De Afsluitdijk drie jaar dicht is doodzonde”. Metro (на језику: холандски).